# Amar pelos dois
Chansons représentant le Portugal au Concours Eurovision de la chanson
Há um mar que nos separa
(2015) O Jardim
(2018)
Chansons ayant remporté le Concours Eurovision de la chanson
1944 
(2016)  Toy
(2018)
Amar pelos dois (« Aimer pour deux ») est une chanson interprétée par le chanteur portugais Salvador Sobral, écrite et composée par sa sœur Luísa Sobral et sortie en single numérique le 10 mars 2017. 
Amar pelos dois est une valse de jazz dont les paroles traitent du chagrin après une rupture. La chanson a reçu des éloges de la critique musicale - certains critiques l'ont considérée comme étant la meilleure chanson portugaise à l'Eurovision. Il a valu aux frère et sœur Sobral deux Prix Marcel-Bezençon. La chanson s'est classée en 1re position des hit-parades (y compris les classements de téléchargements numériques) en Finlande, Islande, aux Pays-Bas, au Portugal et en Espagne. Elle est entrée dans le top 10 en Belgique, au Danemark, aux États-Unis, en France, au Luxembourg, en Grèce, en Hongrie, en Norvège, en Suède et en Suisse.
Après avoir remporté le Festival da Canção de 2017, la sélection nationale portugaise pour le Concours Eurovision de la chanson, Amar pelos dois représente le Portugal au Concours Eurovision de la chanson 2017. Elle se qualifie pour la finale du concours en terminant première de sa demi-finale avec 370 points et gagne pour la première fois de l'histoire du Portugal au concours de 2017 avec 758 points. C'est la chanson ayant reçu le plus de points dans le Concours depuis le changement de système de vote (qui sépare le vote du jury et le télévote).
Elle est intégralement interprétée en portugais, langue nationale du Portugal. Après Molitva, chantée en serbe, représentant la Serbie en 2007, c'est la deuxième chanson intégralement interprétée dans une langue autre que l'anglais à avoir remporté le Concours Eurovision de la chanson depuis 1999, l'année où disparaît la règle imposant aux artistes de chanter dans une des langues du pays qu'ils représentent.

## Genèse
« Je voulais écrire une chanson qui me représente, qui pourrait être sur un disque à moi, une chanson dont je pourrai être fière et c'est ce que j'ai fait. »

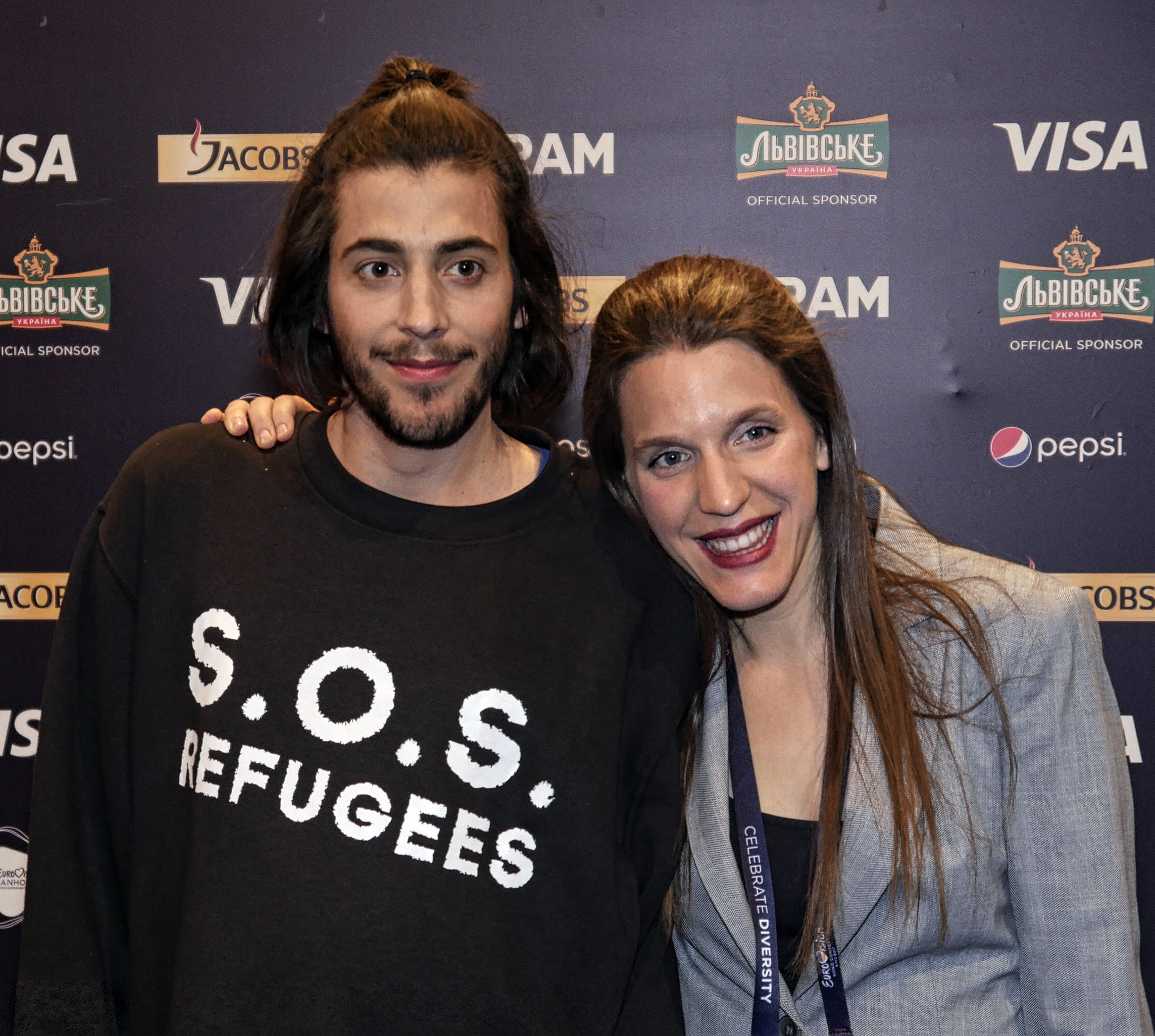
Salvador Sobral et sa sœur Luísa Sobral lors de la conférence de presse des gagnants de la 1re demi-finale de l'Eurovision 2017.

Amar pelos dois fut une des seize chansons sélectionnées par la Radio-télévision du Portugal (RTP) pour le Festival da Canção de 2017, la sélection nationale du Portugal pour le Concours Eurovision de la chanson. 
Les frère et sœur Sobral ont tous deux créé la chanson en choisissant l'interprète pour leur chanson. Luísa Sobral a écrit Amar pelos dois spécifiquement pour son frère, Salvador Sobral, avec à l'esprit : « Je n'aurais jamais pensé chanter cette chanson moi-même parce que quand je l'avais écrite, j'avais déjà la voix de mon frère à l'esprit. J'ai beaucoup aimé le voir jouer ma chanson car je pense qu'il est un chanteur extraordinaire et parce que ça me donne beaucoup de joie de le voir au concours de l'Eurovision et aussi parce qu'il s'est avéré être un événement pour la famille ». Salvador Sobral a déclaré que même si Amar pelos dois était écrite par sa sœur Luísa, elle lui a donné la liberté d'interpréter la chanson selon sa personnalité artistique.

## Composition
Amar pelos dois a été écrite et produite par Luísa Sobral, la sœur de Salvador Sobral. La chanson est une valse de jazz avec une durée de trois minutes et cinq secondes avec un rythme de 92 battements par minute. La chanson est composée dans la tonalité de fa majeur et est écrite en temps triple, avec le chant de Sobral s'étendant de Ré4 à Sol5. Elle a une instrumentation composée de cordes et de piano. Salvador Sobral a déclaré que Amar pelos dois est « influencée de ces vielles chansons du Great American Songbook et qu'elle a aussi une touche des belles mélodies bossa nova ». Le thème des paroles de la chanson traite du chagrin après une rupture conjugale : « Meu bem / Ouve as minhas preces / Peço que regresses / Que me voltes a querer ». Salvador Sobral l'a décrite comme étant une « chanson d'amour triste ».

## Concours Eurovision de la chanson

### Sélection nationale
Luísa Sobral a été sélectionnée le 5 décembre 2016 en tant qu'autrice-compositrice participante à l'édition 2017 du Festival da Canção, la sélection nationale du Portugal pour le Concours Eurovision de la chanson. Le 18 janvier 2017, il a été annoncé que son frère, Salvador Sobral, interpréterait sa chanson intitulée Amar pelos dois. Sobral a participé à la première demi-finale le 19 février 2017, se classant deuxième avec 20 points après avoir remporté le vote du jury et pris la troisième place du télévote. Le 5 mars 2017, en finale du Festival il a remporté le vote du jury et est arrivé deuxième du télévote, se classant premier avec 22 points et représentant ainsi le Portugal au Concours Eurovision de la chanson 2017.

### À Kiev
|                                                            |  |                                                        |
| Points attribués au Portugal par chaque télévote national. |  | Points attribués au Portugal par chaque jury national. |

Le Portugal a été tiré au sort pour concourir dans la première moitié de la première demi-finale. La chanson portugaise était la 9e à être interprétée lors de la demi-finale, après la chanson Skeletons de l'Azerbaïdjan et avant la chanson This Is Love de la Grèce. À la fin, il a été annoncé que Amar pelos dois était parmi les dix chansons les plus populaires et s'était donc qualifié pour la finale. Plus tard, il a été révélé que la chanson portugaise était classée première dans la 1re demi-finale avec 370 points au total, recueillant 197 points des télévoteurs et 173 points des jurys nationaux.
Pour la finale, le Portugal a été tiré au sort pour concourir dans la première moitié. Amar pelos dois était la 11e chanson interprétée lors de la soirée, après la chanson Where I Am pour le Danemark et avant la chanson Skeletons pour l'Azerbaïdjan. À la fin de la finale, le Portugal a remporté le concours avec 758 points au total, dont 376 des télévoteurs et 382 des jurys. Pour le rappel du gagnant, les frère et sœur Salvador et Luísa ont chanté la chanson en duo, comme ils l'avaient fait dans la finale nationale portugaise.
En obtenant 758 points au classement de la finale, Amar pelos dois est devenue la chanson la plus marquante de l'histoire du Concours Eurovision de la chanson, dépassant la chanson 1944 de l'Ukraine qui avait reçue 534 points l'année précédente. Lors de la finale, le Portugal a reçu au moins cinq points de télévote de chaque pays participant. Amar pelos dois a dominé les classements du télévote ainsi que le vote des jurys pour la première fois depuis Rise Like a Phoenix de l'Autriche en 2014. C'est la première chanson gagnante entièrement interprétée dans la langue nationale d'un pays depuis la chanson Molitva de la Serbie en 2007 et la première chanson gagnante écrite en temps triple depuis The Voice de l'Irlande en 1996. Avec 382 points attribués par les jurys nationaux, Amar pelos dois a battu le record du plus de points de jury, battant la chanson Heroes de la Suède qui avait reçue 353 points des jurys en 2015. En outre, le Portugal a obtenu la plus grande marge gagnante de la décennie et le deuxième plus grand de tous les temps, en ayant 143 points de plus que le deuxième de la finale.

## Réception

### Récompenses
Durant le Concours Eurovision de la chanson 2017, la chanson reçoit deux Prix Marcel-Bezençon : celui de la meilleure performance artistique et de la meilleure composition.
| Année | Prix                 | Catégorie                                   | Résultat |
| ----- | -------------------- | ------------------------------------------- | -------- |
| 2017  | Prix Marcel-Bezençon | Prix de la meilleure performance artistique | Lauréat  |
| 2017  | Prix Marcel-Bezençon | Prix de la meilleure composition            | Lauréat  |
| 2017  | ESC Radio Awards     | Meilleure chanson                           | Lauréat  |
| 2017  | ESC Radio Awards     | Meilleur artiste masculin                   | Lauréat  |
| 2018  | Prémio Autores       | Meilleure chanson de musique populaire      | Lauréat  |
| 2018  | Globos de Ouro       | Meilleure chanson                           | Lauréat  |

## Liste des pistes
| 1. | Amar pelos dois | 3:05 |

| 1. | Amar pelos dois                         | 3:05 |
| 2. | Amar pelos dois (Version instrumentale) | 2:56 |

## Crédits
- Salvador Sobral – Voix
- Luísa Sobral – Production, auteur-compositeur
- Luís Figueiredo – Arrangement des cordes, piano[22]
- Quarteto Arabesco – Cordes[22]

Crédits adaptés à partir des notes de pochette du CD single promo de Amar pelos dois.

## Classements et certifications
| Classement (2017)                            | Meilleure position |
| -------------------------------------------- | ------------------ |
| Allemagne (Media Control AG)                 | 43                 |
| Autriche (Ö3 Austria Top 40)                 | 22                 |
| Belgique (Flandre Ultratop 50 Airplay)       | 31                 |
| Belgique (Flandre Ultratop 50 Singles)       | 30                 |
| Belgique (Wallonie Ultratip 50)              | 8                  |
| Belgique Digital Songs (Billboard)           | 6                  |
| Croatie (HRT)                                | 19                 |
| Danemark Digital Songs (Billboard)           | 4                  |
| Écosse (OCC)                                 | 37                 |
| Espagne (PROMUSICAE)                         | 35                 |
| Espagne Physical/Digital Top 50 (Promusicae) | 1                  |
| États-Unis World Digital Songs (Billboard)   | 7                  |
| Europe (Euro Digital Songs))                 | 13                 |
| Finlande (Tilastot Suomen)                   | 1                  |
| France (SNEP)                                | 4                  |
| Grèce Digital Songs (Billboard)              | 5                  |
| Hongrie (Rádiós Top 40)                      | 8                  |
| Islande (RÚV)                                | 1                  |
| Luxembourg Digital Songs (Billboard)         | 3                  |
| Norvège Digital Songs (Billboard)            | 3                  |
| Pays-Bas (Single Top 100)                    | 35                 |
| Pays-Bas Digital Songs (Billboard)           | 1                  |
| Portugal (AFP)                               | 1                  |
| Portugal Digital Songs (Billboard)           | 1                  |
| Royaume-Uni (UK Singles Chart)               | 97                 |
| Suède (Sverigetopplistan)                    | 33                 |
| Suède Digital Songs (Billboard)              | 3                  |
| Suisse (Schweizer Hitparade)                 | 6                  |

| Région                                                                                                 | Certification | Ventes/Streams |
| --- | ------------- | -------------- |
| Portugal (AFP)                                                                                         | Or            | 7 500*         |
| *Ventes selon la certification ^Mise en rayon selon la certification xNon précisé par la certification |               |                |

## Historique de sortie
| Région ou pays | Date         | Format                   | Label            |
| -------------- | ------------ | ------------------------ | ---------------- |
| Europe         | 10 mars 2017 | Téléchargement numérique | Sons em Trânsito |
| Portugal       | 16 juin 2017 | CD single                | Sony Music       |